# Mieczysław Kaczmarczyk
Mieczysław Kaczmarczyk, ps. Kalina, Ryś (ur. 10 lipca 1927 w Psarach, zm. 23 listopada 2023) – kapitan WP, żołnierz NSZ i AK, więzień niemieckiego obozu koncentracyjnego.

## Życiorys
Urodził się w Psarach w powiecie pułtuskim 10 lipca 1927 roku. W 1943 roku został wywieziony na roboty do Prus Wschodnich. W lipcu 1944 roku został osadzony w filii niemieckiego obozu koncentracyjnego Stutthof w Insteburgu, z którego po kilkunastu dniach uciekł i wrócił w rodzinne strony. Wstąpił do Armii Krajowej. W 1945 roku uniknął aresztowania przez NKWD. Przystąpił do Narodowych Sił Zbrojnych działających na obszarze Puszczy Białej. Brał udział w działaniach zbrojnych podziemia antykomunistycznego. W 1946 był ranny w nogę. Ujawnił się na polecenie władz NSZ w kwietniu 1947 roku. Został wcielony do Ludowego Wojska Polskiego. W wojsku ukończył oficerską szkołę samochodową. Odmówił współpracy z bezpieką i zapisania się do partii komunistycznej. Po wykryciu jego przynależności do NSZ został w 1953 roku zdegradowany do stopnia szeregowego i dyscyplinarnie wyrzucony z wojska.
Nie mógł znaleźć pracy i był inwigilowany przez Urząd Bezpieczeństwa. Był zmuszony zmieniać miejsca zamieszkania. Mieszkał w Słupsku, gdzie pracował jako instruktor ośrodka szkolenia kierowców. Od 1997 mieszkał z żoną w Ustce, następnie w Bydgoszczy. Był członkiem Światowego Związku Żołnierzy Armii Krajowej. W 2006 roku awansowany na stopień porucznika Wojska Polskiego w stanie spoczynku, zaś w czerwcu 2023 roku na stopień kapitana. Zmarł 23 listopada 2023 roku.

## Awanse
- porucznik – 2006[1]
- kapitan – 2023[2]

## Ordery i odznaczenia
- Krzyż Kawalerski Orderu Odrodzenia Polski – 3 czerwca 2023[2]
- Złoty Krzyż Zasługi[1]
- Krzyż Armii Krajowej[1]
- Krzyż Partyzancki[1]
- Medal „Pro Bono Poloniae” – 17 listopada 2022[4]
- Medal „Pro Patria”[1]